# Comocritis albicapilla
Comocritis albicapilla är en fjärilsart som beskrevs av Sigeru Moriuti 1974. Comocritis albicapilla ingår i släktet Comocritis och familjen spinnmalar. Inga underarter finns listade i Catalogue of Life.